# Réxy
Rexy est le surnom familier d'un Tyrannosaurus rex fictif qui apparaît tout au long de la franchise Jurassic Park. Elle est apparue pour la première fois dans le roman Jurassic Park de Michael Crichton en 1990 et a fait ses débuts à l'écran dans l'adaptation cinématographique de 1993, réalisée par Steven Spielberg. Elle revient dans le film de 2015 Jurassic World et ses suites, Jurassic World: Fallen Kingdom (2018) et Jurassic World : Le Monde d'après (2022).
Pour le film original, l'artiste d'effets spéciaux Stan Winston a créé un T. rex animatronique mesurant 20 pieds (6,096 m) de haut et 40 pieds (12,192 m) de long, tandis que Industrial Light & Magic (ILM) a créé une version CGI pour certaines scènes. Colin Trevorrow a été le principal scénariste et réalisateur de la trilogie Jurassic World. Bien que d'autres T. rex soient apparus dans les suites précédentes de Jurassic Park, Trevorrow a cherché à ramener le même individu du premier film. Il a de nouveau travaillé sur l'animal pour chacun des films de Jurassic World. L'artiste d'effets Neal Scanlan a également créé un animatronique pour Fallen Kingdom.
Les films ne précisent pas de nom pour l'animal. "Rexy" est devenu d'usage courant parmi les fans après la sortie de Jurassic World, bien que le nom ait également été utilisé auparavant dans le roman de Crichton. Il a depuis été utilisé dans d'autres médias sous licence. Le nom "Roberta" a également été utilisé par l'artiste d'effets visuels Phil Tippett dans ses storyboards pour le film original.

## Apparences
Dans le roman de Jurassic Park et son adaptation cinématographique, le T. rex fait partie des nombreux dinosaures génétiquement modifiés sur la fictive Isla Nublar, le site d'un parc à thème et d'un zoo prévus. Elle finit par s'échapper de son enclos et continue à terroriser les personnages principaux tout au long de l'histoire. A la fin de la version cinématographique, les Velociraptor coincent Alan Grant, Ellie Sattler, et Lex et Tim. Cependant, le T. rex arrive de manière inattendue et combat les rapaces, sauvant par inadvertance les humains.
Dans Jurassic World, l'île abrite un parc à thème sur les dinosaures qui fonctionne depuis des années, avec le T. rex comme attraction principale. L'animal a un rôle réduit par rapport au film original, apparaissant principalement à la fin pour combattre l'Indominus rex en fuite ; il réussit avec l'aide d'un Mosasaurus et d'un Velociraptor nommé Blue. Isla Nublar est abandonnée à la fin du film, laissant le T. rex et d'autres dinosaures récupérer l'île.
Jurassic World Camp Cretaceous est une série télévisée qui se déroule pendant et après les événements de Jurassic World. Le même T. rex apparaît plusieurs fois dans la série, terrorisant les campeurs adolescents bloqués sur Isla Nublar.
Le T. rex fait plusieurs apparitions dans Jurassic World : Fallen Kingdom, qui voit les dinosaures être déplacés en Californie pour une vente aux enchères au marché noir, avant de s'échapper dans le désert.
Dans Jurassic World : Le Monde d'après, le T. rex a été en liberté pendant des années avant d'être capturé et envoyé vivre au sanctuaire de Biosyn dans les Dolomites. Là, il combat un Giganotosaurus pour la supériorité, tuant finalement ce dernier. Une scène supprimée se déroule pendant le Crétacé et montre les mêmes animaux au combat pendant cette période, mais avec le Giganotosaurus dominant; un moustique atterrit alors sur le T. rex décédé et suce son sang, qui serait finalement utilisé pour cloner le T. rex actuel et ses parents génétiquement apparentés (le Tyrannosaurus rexes dans les films Le Monde perdu : Jurassic Park (1997) et Jurassic Park 3 (2001) et l'Indominus rex). La scène est incluse dans l'édition étendue du film et dans le cadre d' un prologue de cinq minutes,.

## Contexte de production

### Jurassic Park

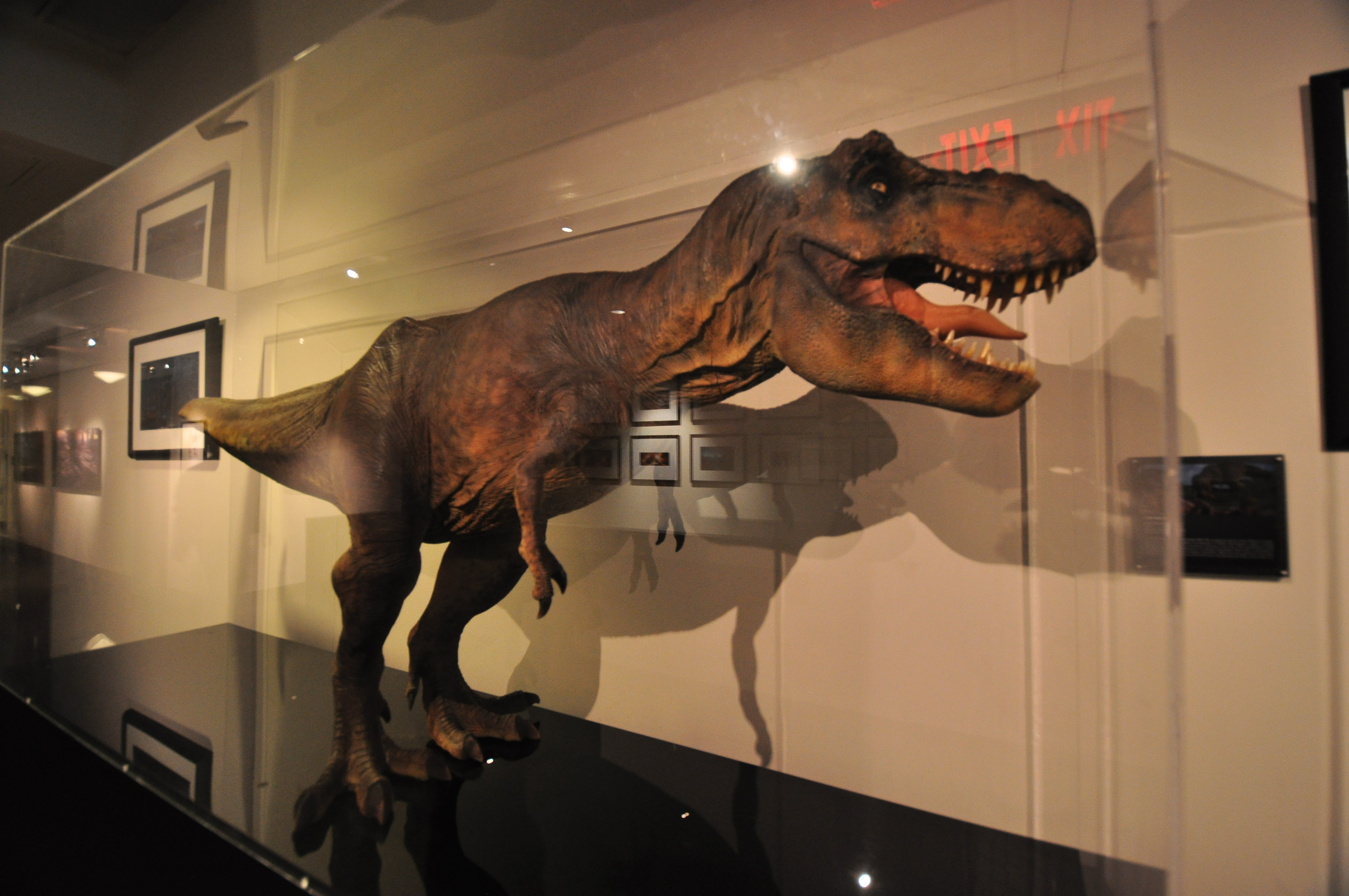
Un modèle qui a servi de référence pour l'animatronique Rexy dans Jurassic Park, conservé au siège d'Industrial Light & Magic à San Francisco.

L'artiste d'effets spéciaux Stan Winston a travaillé sur les dinosaures pour le premier film. Son équipe a créé un T. rex animatronique haut de 20 pieds (6,096 m), qui pesait 5,9 tonnes, et avait une hauteur de 40 pieds (12,192 m). À l'époque, c'était la plus grande sculpture jamais réalisée par Stan Winston Studio. Le bâtiment du studio a dû être modifié pour la construction de l'animatronique. Jack Horner, le consultant paléontologique du film, a qualifié l'animatronique de « le plus proche que j'ai jamais été d'un dinosaure vivant ». L'animatronique a été utilisé dans une scène se déroulant pendant une tempête, représentant le T. rex alors qu'elle se libère de son enclos. Le tournage de la scène était difficile car la peau en caoutchouc mousse de l'animatronique absorbait l'eau, faisant trembler le dinosaure à cause du poids supplémentaire. Entre les prises, l'équipe de Winston a dû sécher le dinosaure afin de procéder au tournage,. L'équipe de Winston a initialement créé une sculpture miniature du T. rex, servant de référence pour la construction de l'animatronique grandeur nature. Industrial Light & Magic (ILM) a également scanné la sculpture miniature pour créer des plans CGI de l'animal. Le rugissement du T. rex a été créé en combinant les sons d'un bébé éléphant, d'un tigre et d'un alligator,,.
Dans le premier film, le T. rex devait à l'origine être tué. À mi-chemin du tournage, le réalisateur Steven Spielberg s'est rendu compte que le T. rex était la star du film et a décidé de faire changer le scénario juste avant de tourner la scène de la mort. Les changements ont abouti à la fin finale, dans laquelle le T. rex sauve par inadvertance les personnages humains en tuant une meute de vélociraptors,,  . Spielberg a fait changer la fin par crainte que la fin originale, sans le T. rex, ne déçoive le public.

### TrilogieJurassic World
Bien que les suites précédentes de Jurassic Park aient présenté d'autres T. rex, Colin Trevorrow a cherché à ramener le même individu du premier film,. Trevorrow, scénariste et réalisateur principal de la trilogie, a déclaré à propos du retour du T. rex : « Nous avons repris le design original et évidemment, la technologie a changé. Donc, ça va bouger un peu différemment, mais ça va bouger différemment parce que c'est plus vieux. Et nous lui donnons des cicatrices et nous resserrons sa peau. Donc, elle a ce sentiment de, comme, un Burt Lancaster plus âgé , ». La capture de mouvement a été utilisée pour représenter le T. rex, et un pied à grande échelle a été créé pour la référence d'éclairage et pour aider au cadrage des prises de vue.
Pour son apparition dans Fallen Kingdom, ILM a envoyé à Neal Scanlan le modèle de T. rex précédemment utilisé pour Jurassic World . À l'aide du modèle, Scanlan a créé une impression 3D à grande échelle de la tête et des épaules du T. rex. L'animatronique T. rex grandeur nature, qui avait la capacité de respirer et de bouger la tête, était contrôlé avec des manettes. Il a été utilisé pour une scène où le T. rex sous sédation est à l'intérieur d'une cage, tandis qu'Owen Grady et Claire Dearing tentent de récupérer du sang d'elle pour une transfusion pour aider Blue. Les premiers plans de la scène ont été créés en utilisant uniquement l'animatronique, tandis que les plans de fin utilisaient uniquement CGI. La partie médiane de la scène utilisait une combinaison des deux méthodes,,. Trevorrow a déclaré à propos du dinosaure : « Nous suivons ce même personnage depuis le début ; c'est le même T. rex qui était dans Jurassic Park et dans Jurassic World. Elle est emblématique, pas seulement parce qu'elle est un T. rex, mais parce qu'elle est ce T. rex ».
Trevorrow a décrit le combat du Crétacé comme une histoire d'origine pour le T. rex « comme nous pourrions le faire dans un film de super-héros. Le T-Rex est un super-héros pour moi ». En ce qui concerne sa mort au Giganotosaurus, Trevorrow l'a appelé « une perte si horrible pour nous tous qui avons grandi avec le T. rex. Construire cela dans quelque chose qui ressemble à une image de vengeance qui se déroule sur 65 millions d'années était l'une de mes idées préférées que nous avions ». À la fin de Dominion, le T. rex rencontre deux autres tyrannosaures, ce que Trevorrow a confirmé comme étant le même duo présenté dans Le Monde perdu : Jurassic Park (1997). Trevorrow a déclaré qu'il voulait « vraiment faire en sorte que le public veuille qu'elle trouve la paix. Nous voulons qu'elle trouve un foyer. Elle a l'impression d'avoir été constamment déplacée, maintes et maintes fois. Qu'elle trouve une famille et un sentiment d'appartenance, c'est ce que je veux" ». Pour Dominion, Trevorrow voulait réutiliser le T. rex animatronique de Fallen Kingdom . Cependant, il s'était déjà détérioré, comme c'est souvent le cas pour les animatroniques. Au lieu de cela, l'animal a été entièrement représenté par CGI.

## Précision scientifique
Une scène du premier film représente le T. rex pourchassant une Jeep,. L'animateur Steve Williams a déclaré qu'il avait décidé de « jeter la physique par la fenêtre et de créer un T. rex qui se déplaçait à soixante miles par heure même si ses os creux auraient éclaté s'il courait aussi vite ». Dans le film, il est indiqué que le T. rex a été enregistré courant aussi vite que 32 miles par heure, bien que les scientifiques pensent que sa vitesse de pointe réelle aurait varié de 12 à 25 miles par heure,,. Dans le roman et son adaptation cinématographique, il est indiqué que le T. rex a une vision basée sur le mouvement, mais des études ultérieures indiquent que le dinosaure avait une vision binoculaire, comme un rapace,.
L'apparence physique du T. rex dans les films Jurassic World est contraire aux nouvelles découvertes sur le dinosaure. Par souci de cohérence, les films ont continué à représenter le dinosaure avec ses poignets pointant vers le bas à un angle non naturel, alors que le véritable animal avait ses poignets tournés latéralement l'un vers l'autre. Le prologue de Jurassic World Dominion présente l'animal légèrement recouvert de protoplumes,.

## Nom
Deux tyrannosaures sont présentés dans le roman de Crichton : un juvénile et un adulte. Robert Muldoon, le garde-chasse du parc à thème, fait référence à l'adulte à plusieurs reprises sous le nom de "Rexy". L'artiste d'effets visuels Phil Tippett avait travaillé sur le film original, et ses storyboards appelaient le T. rex "Roberta". Les films eux-mêmes ne spécifient pas de nom pour l'animal. Après la sortie de Jurassic World, les fans ont commencé à appeler l'individu "Rexy",. Le nom a ensuite été utilisé dans le roman de 2018 L'évolution de Claire, et est également utilisé par Sammy, un personnage de Camp Cretaceous.

## Réception
Écrivant pour Screen Rant en 2017, Tom Chapman a classé les T. rex de la franchise, dont "Rexy", parmi ses plus grands personnages. En 2020, Rafarl Sarmiento de Screen Rant a classé le T. rex comme le meilleur dinosaure de la franchise : « Le T-Rex est à la fois impressionnant et horrible, mais en fin de compte, ce n'est qu'un animal (qui a réellement existé ) accomplissant son instinct. Pourtant, il porte une aura de grande mise en scène, quelque chose qui représente vraiment le spectacle que Jurassic Park pourrait offrir ». En réponse aux critiques des fans selon lesquelles le T. rex était décrit comme faible dans les batailles, Trevorrow a noté que cet individu serait proche de la fin de sa vie pendant les films Jurassic World.